# Вьюница (приток Остра)
Вьюница (укр. В’юниця) — левый приток реки Остёр, протекающий по Нежинскому району (Черниговская область). Одна из грязнейших рек Черниговской области (2-место, после Белоуса).

## География
Длина — 42 или 26 км. Площадь водосборного бассейна — 219 км². Скорость течения — 0,1. Русло реки (отметки уреза воды) в среднем течении (село Талалаевка) находится на высоте 120,2 м над уровнем моря. Река служит водоприёмником система каналов.
Река начиналась в селе Почечино (Нежинский район), ныне исток преобразован. Река течёт на юго-запад, затем северо-запад. Впадает в реку Остёр (на 132-м км от его устья) западнее села Нежинское (Нежинский район).
Русло выпрямлено в канал (канализировано), шириной 5 м и глубиной 0,5-0,8 м (в приустьевой части соответственно 6 и 1,7). У села Почечино русло разделяется на два магистральных канала, которые соединяются с рекой Остёр: северный (шириной 10 м и глубиной 1,5-2,0 м) — в двух местах восточнее Крут и южнее Омбыша, южный (шириной 10-16 м и глубиной 2,0-2,5 м) — севернее села Барбурское. Созданы крупные сети каналов, также примыкают одиночные каналы. На реке нет прудов.
Пойма очагами занята заболоченными участками с лугами и кустарниками, лесополосами.
Притоки: Химовка (правый)

## Населённые пункты
Населённые пункты на реке (от истока к устью):
1. Пашковка
2. Безугловка
3. Куриловка
4. Талалаевка
5. Хвылевка
6. Крапивное
7. Нежинское[5]